# Careto

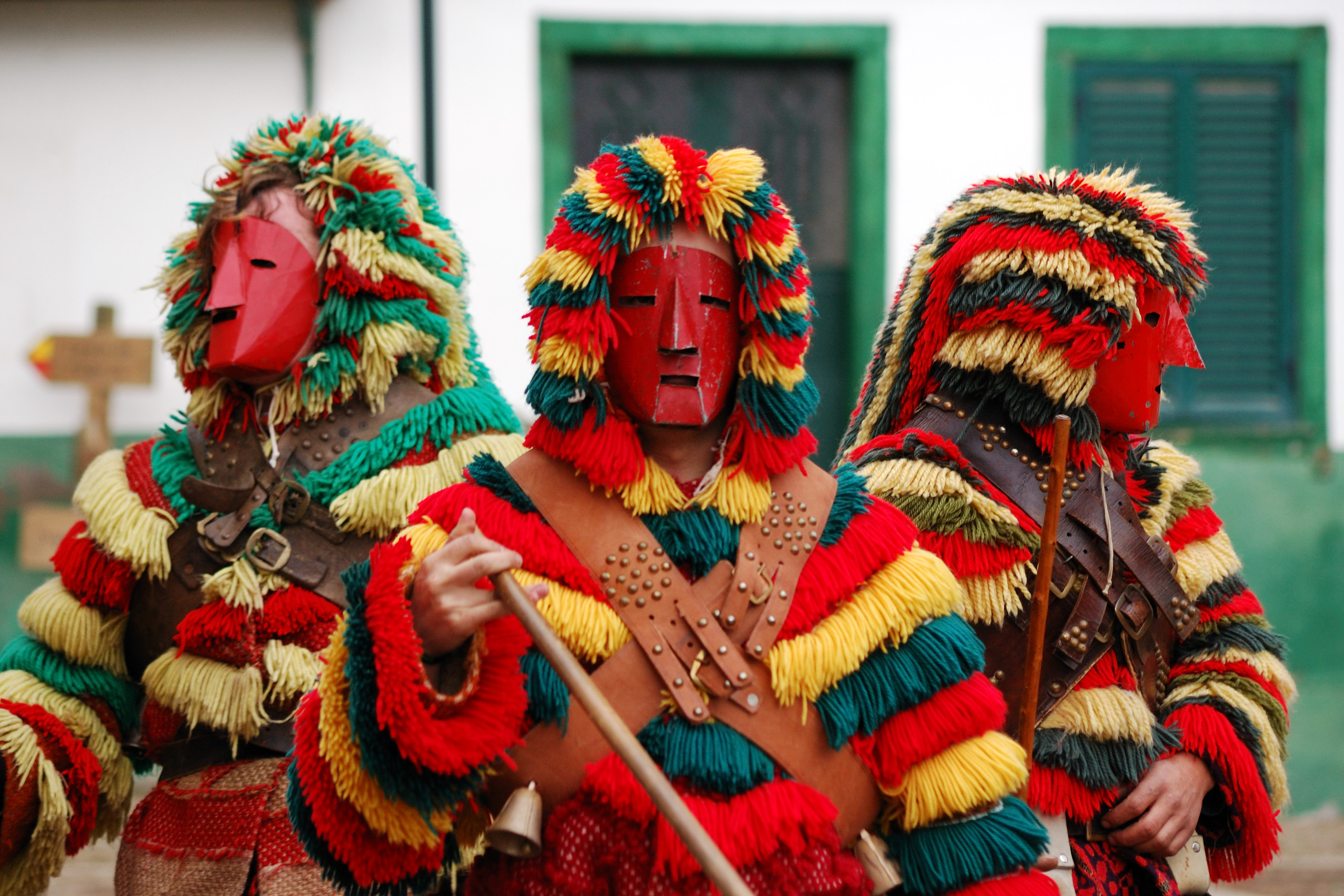
Um conjunto de caretos no Carnaval de Podence

Careto é um personagem mascarado do carnaval de Trás-os-Montes e Alto Douro, Portugal, com destaque para Podence. É um homem que usa uma máscara com um nariz saliente feita de couro, latão ou madeira pintada com cores vivas de amarelo, vermelho ou preto. Numa outra versão, em Lazarim a máscara é feita de madeira de amieiro decorada com chifres e outros apetrechos.

## Origens

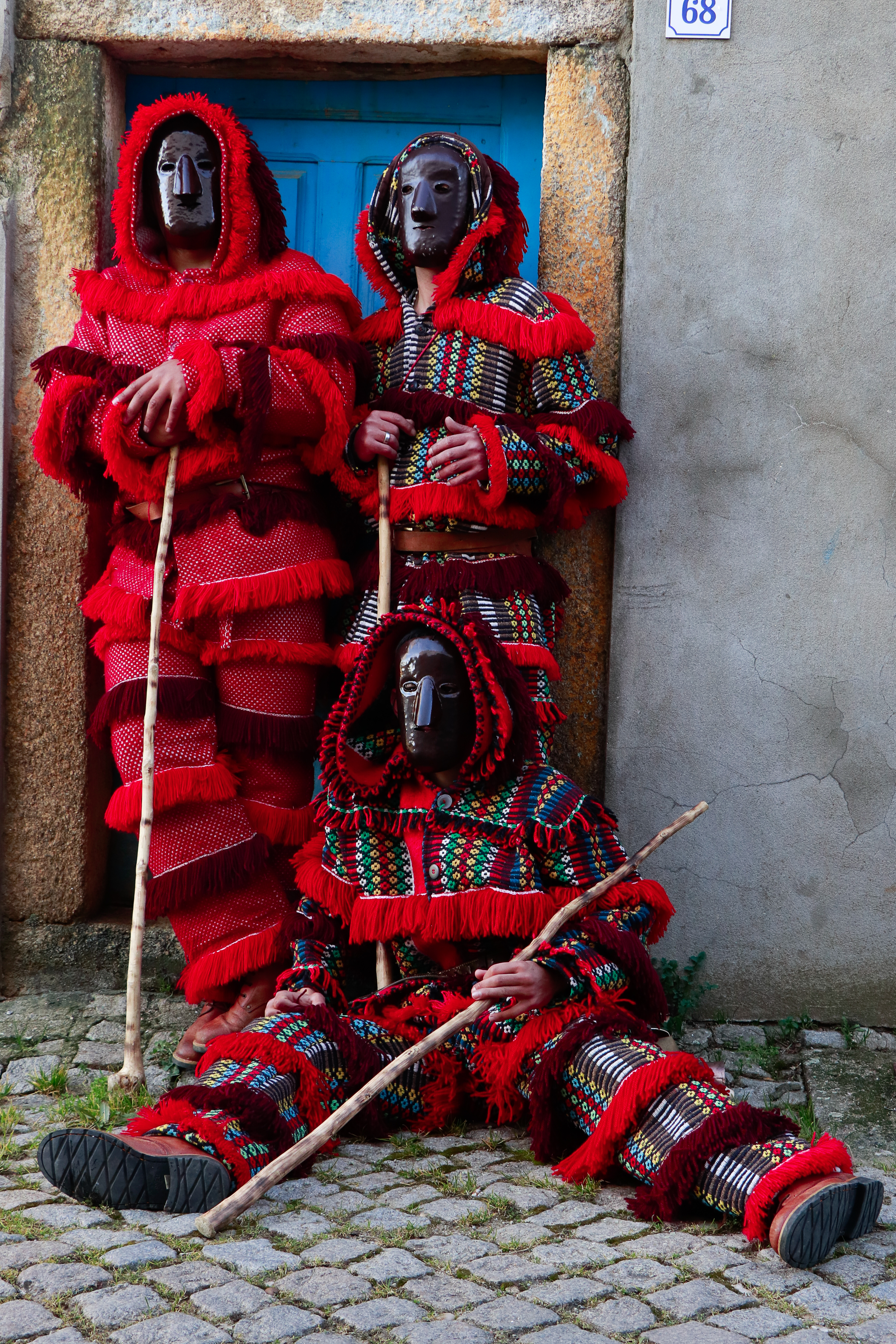
Um trio de caretos

Pensa-se que a tradição dos Caretos tenha raízes célticas, de um período pré-romano. Provavelmente, está relacionada com a existência dos povos Galaicos (Gallaeci) e Brácaros (Bracari) na Galiza e no norte de Portugal.
A origem dos mascarados liga-se ao culto dos antepassados, considerados detentores privilegiados de poderes sobre as bases essenciais da sobrevivência do indivíduo no plano físico e mental, velando pela fertilidade dos campos, pela fecundidade dos homens e dos animais, pela manutenção da lei cívica e moral, e da origem por eles modelada e estabelecida. O mascarado assume-se como a personagem central, em torno da qual toda a ação festiva se desenrola, desempenhando os mais variados papéis, consoante o determina a tradição e ritual de cada lugar.
A máscara é um elemento que, temporal e espacialmente, conhece uma enorme representação e um universalismo que nenhum outro testemunho material da cultura humana iguala. Através dela o mundo dos deuses e dos mortos instaura-se temporariamente entre os homens — ela encarna o princípio do jogo da vida.
Os ritos solsticiais são os que os mascarados celebram no decorrer do ciclo dos doze dias, num primeiro momento, Natal e Santo Estêvão — solstício de inverno, e num segundo momento o carnaval, vindo sequencialmente do primeiro, através dos ritos simbólicos, em muito semelhantes pela transferência de celebrações do solstício para o equinócio da primavera. As festas dos mascarados são ritos do mais profundo esoterismo e simbolismo que resistiram à passagem do tempo e se conservam bem vivas na cultura do povo da região do Nordeste Transmontano.

## Traje
O fato dos mascarados, em regra, é feito de colchas de fabrico caseiro, decorado de trama de lã vermelha, composto de casaco com capuz e calças, recamados de espessas franjas de lã colorida. Recentemente, servem-se de fatos-macacos que recobrem de fiadas franjadas de tecido de cores berrantes e contrastantes.
Algumas regiões o fato é completado com coleiras de gado vacum munidas de campainhas, postas a tiracolo, cinto largo com uma enfiada de chocalhos para “chocalharem” as mulheres numa atitude provocatória com sentido obscuro de fecundidade.
A festa dos caretos faz parte de uma tradição milenar que é celebrada em Portugal no Entrudo. Em Trás-os-Montes é celebrado em várias aldeias dos concelhos de Vinhais, Bragança, Macedo de Cavaleiros (especialmente Podence) e Vimioso, e no Alto Douro em Lazarim no concelho de Lamego.
No Inverno, por altura do solstício, inicia-se na região de Trás-os-Montes uma época festiva que vai até ao Carnaval, cheia de momentos de diversão que agitam as ruas das cidades e aldeias. É um tempo de celebração que simboliza o rejuvenescimento e o recomeço de um novo ciclo, tanto na natureza como na vida social.
Grande parte destas festividades, que ainda subsistem em pequenas localidades de Portugal e Espanha, têm particular expressão durante o período que se designa de “Ciclo dos 12 dias”, que vai desde o Natal até à Epifania (dia de reis). Nestas festas, os jovens têm, à semelhança do que acontecia em algumas civilizações da antiguidade, de mostrar provas de que estão aptos a assumir um papel mais ativo na vida das comunidades em que se inserem, uma vez que entre velhos e crianças, são eles o elemento mais forte. Assim, estas celebrações são também manifestações de coesão social.
A Festa dos Rapazes, a que se chama também Festa de Santo Estêvão, é provavelmente a mais importante. É uma tradição com origem em antiquíssimos rituais de passagem da adolescência para a vida adulta. Logo pela manhã, a rapaziada desfila pelas ruas com os típicos fatos coloridos e os caretos, provocando, chocalhando e interagindo com as populações, em grande folia. Também a Festa dos Reis (ou da Epifania), apesar de associada ao nascimento de Jesus Cristo, continua, em muitas aldeias, a ser festejada com a presença destes rapazes mascarados.
O entrudo Chocalheiro é o auge das manifestações de irreverência que nesta época, não só são permitidas, como constituem uma atracão e fazem notícia. Em algumas zonas da região, é neste dia que saem à rua as figuras mascaradas da Morte, do Diabo e a da Censura, cometendo as mais diversas tropelias.
Um pouco por toda a região de Trás-os-Montes e Alto Douro, este é um tempo de festa anunciado pelo som das gaitas-de-foles das rondas, é o tempo dos cortejos, das loas, das refeições comunitárias e dos peditórios.